# Goniodoris felis
Goniodoris felis is een slakkensoort uit de familie van de plooislakken. De wetenschappelijke naam van de soort is voor het eerst geldig gepubliceerd in 1949 door Baba.